# Zemljo moja
Zemljo moja je jugoslavenska domoljubna pjesma. Pjesma je napisana sredinom 1970-ih i prvi je put izvedena na Vašem šlageru sezone 1975, festivalu zabavnih melodija u Sarajevu, gdje je osvojila četvrto mjesto. U vrijeme nastanka pjesma je bila posvećena jugoslavenskim gastarbajterima koji su odlazili iz Jugoslavije u druge zemlje u potrazi za poslom: izvodila ju je popularna sarajevska grupa Ambasadori, čija je solistica bila Ismeta Krvavac, kasnija voditeljica i urednica na Radioteleviziji Sarajevo. Autor glazbe i teksta je Kemal Monteno, koji je pjesmu 1985. snimio i za svoj kompilacijski album "Moje najdraže pjesme".

## Tekst
Vidim polja što se žitom zlate

i na brijegu vidim rodni dom

svakog trena mislim na te

zemljo moja, zemljo moja.

A u polju moja duša spava

u sred žita kao zlatna klas

postelja joj meka trava

zemljo moja, zemljo moja.

I dok ja nisam tu

pokraj nje, da skupa predamo se snu

svaku noc čujem glas

koji zove, dođi, sreća čeka nas.

Ovdje noći nisu tako plave

nigdje sunce nema takav sjaj

ovdje nisu takve trave

zemljo moja, zemljo moja.

U tvom klasju nek mi ljubav spava

nek me čeka, ja ću brzo doć'

nek je ljubi tvoja trava

zemljo moja, zemljo moja.

I dok ja nisam tu

pokraj nje, da skupa predamo se snu

svaku noć čujem glas

koji zove, dođi, sreća čeka nas.

I dok ja nisam tu

pokraj nje, da skupa predamo se snu

svaku noć čujem glas

koji zove, dođi, sreća čeka nas.